# Cyclosa sanctibenedicti
Cyclosa sanctibenedicti là một loài nhện trong họ Araneidae.
Loài này thuộc chi Cyclosa. Cyclosa sanctibenedicti được miêu tả năm 1863 bởi Vinson.